# Eptesicus tatei
Eptesicus tatei là một loài động vật có vú trong họ Dơi muỗi, bộ Dơi. Loài này được Ellerman & Morrison-Scott mô tả năm 1951.